# رايت آر-1300 سيكلون 7
رايت آر-1300 سيكلون 7 محرك شعاعي أمريكي، مكون من 7 أسطوانات ومزود بشاحن توربيني فائق و يُبرد بالهواء. أُنتج المحرك بواسطة كورتيس رايت.

## التصميم والتطوير
كان أر-1300 في الأساس محرك رايت آر-2600 ذو صف واحد من الأسطوانات. أُنتج المحرك بكميات كبيرة، لكنه لم يُستخدم على نطاق واسع.
بدأ تصنيع المحرك في عام 1942، لكن لم تحدث أول رحلة جوية بواسطته حتى عام 1949. أُنتج المحرك بموجب ترخيص بواسطة كيسير فرازر ثم لاحقاً بواسطة أفكو ليكومينج.
استُخدم المحرك (الطراز 1300-1 ايه و1 بي) في الطائرة المقاتلة نورث أميريكان تي-28 تروجان، واستُخدمت الطرازات أر-1300-3 و3 ايه و3 سي و3 دي في طائرة سيكورسكي إتش-19 تشيكاساو.
استُخدم الطراز أر 1300-1 بي من المحرك لتشغيل طائرة أيرس ثراش، كما استُخدم كل من أر 1300-4 و4 ايه في المنطاد فئة إن، وأُنتج 50 محركاً من هذه الطرازات بواسطة أفكو.
عانت المحركات الأولى المنتجة من مشاكل متعلقة بالاهتزازات، واستُخدم مُخمد اهتزازات جانبي للتغلب على هذه المشاكل.

## الطرازات
- أر-1300-2

طراز من محرك أر-1300-1 تُدار فيه المروحة الدافعة عن طريق الاتصال المباشر بعمود الدوران. تبلغ نسبة تخفيض سرعة المروحة الدافعة 1:0.5625. يستخدم كلا الطرازان مكربن بي دي 9 إف 1.
- أر-1300-3

انخفضت قدرته إلى 630.3 حصان (515 كيلو وات)، واستخدم مروحة تبريد بالهواء المدفوع، و مكربن بي دي 9 جي 1.
- أر-1300-4
- يتشابه مع أر-1300-1. استخدم بعض الأجزاء الاضافية المختلفة.
- أر-1300-سي بي 7 ايه 1

زًود بترس تخفيض سرعة للاستخدام في الطائرات ثابتة الجناح.

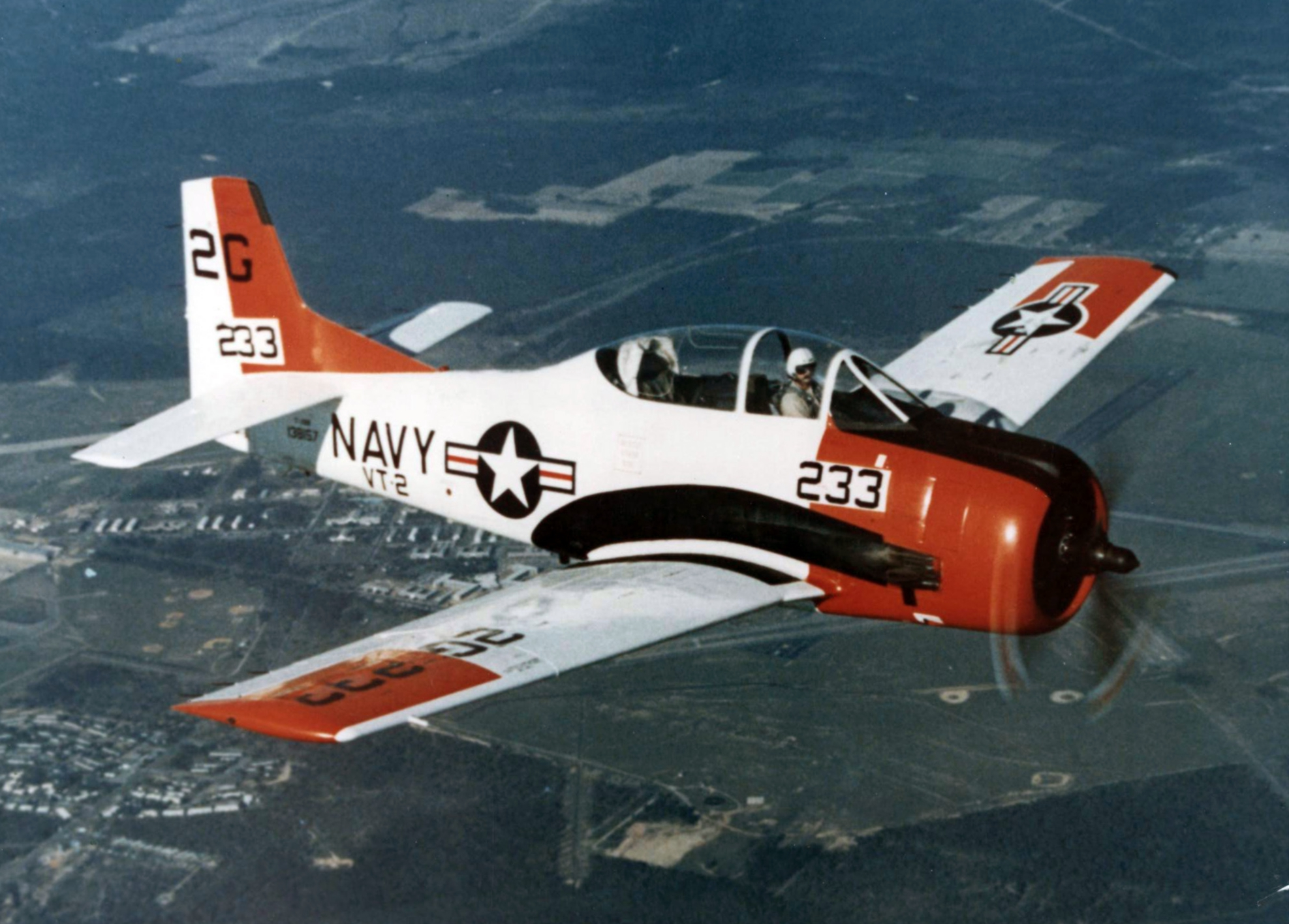
نورث أميريكان تي-28 تروجان

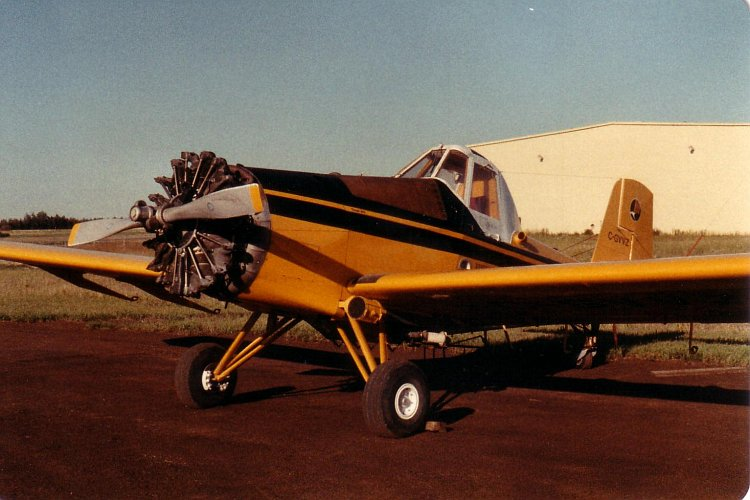
روكويل ثرش كومندر

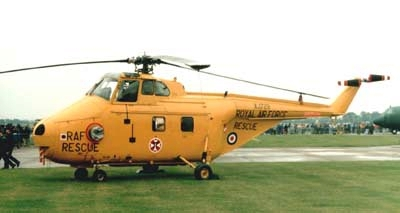
مروحية ويستلاند ويرل ويند

## التطبيقات
- المنطاد فئة إن
- نورث أميريكان تي-28 تروجان
- روكويل ثرش كومندر
- سيكورسكي إتش-19
- ويستلاند ويرل ويند

## المواصفات (أر-1300-ا ايه)

### مواصفات عامة
- النوع: محرك طائرة شعاعي مكون من 7 أسطوانات في صف واحد، ومزود بشاحن توربيني فائق ويُبرد بالهواء.
- قطر الأسطوانة: 155.6 مم.
- الشوط: 160.2 مم.
- سعة المحرك: 21.3 لتر.
- الطول: 1225 مم.
- القطر: 1397 مم.
- الوزن الصافي: 478 كجم.

### المكونات
- سلسة صمامات: صمامان لكل أسطوانة يتم تشغيلهم بواسطة أعمدة دفع، وصمام العادم مطلي بالصوديوم لتبريده.
- شاحن توربيني فائق: مرحلة واحدة.
- نظام الوقود: مكربن طراز بندكس سترومبرج بي دي 9 إف 1، مزود بتحكم آلي في الخليط.
- نظام التبريد: تبريد بالهواء.

### الأداء
- القدرة الناتجة: 800 حصان (596 كيلو وات).
- كثافة القدرة: 0.61 حصان/بوصة مكعبة (27.94 كيلو وات/لتر).
- نسبة الانضغاط: 1:6.2
- نسبة القدرة إلى الوزن: 0.76 حصان/باوند (1.25 كيلو وات/كجم).

## روابط خارجية
- فيديو لمحرك أر-1300 يعمل في طائرة نورث أميريكان تي-28 ايه.